# Weraroa nivalis
Weraroa nivalis är en svampart som beskrevs av A.H. Sm. 1965. Weraroa nivalis ingår i släktet Weraroa och familjen Strophariaceae.   Inga underarter finns listade i Catalogue of Life.